# Poiseul-lès-Saulx
Poiseul-lès-Saulx és un municipi francès, situat al departament de la Costa d'Or i a la regió de Borgonya - Franc Comtat. L'any 2007 tenia 59 habitants.

## Demografia

### Població
El 2007 la població de fet de Poiseul-lès-Saulx era de 59 persones. Hi havia 28 famílies, de les quals 8 eren unipersonals (8 dones vivint soles i 8 dones vivint soles), 12 parelles sense fills i 8 parelles amb fills.
La població ha evolucionat segons el següent gràfic:
Habitants censats

### Habitatges
El 2007 hi havia 33 habitatges, 24 eren l'habitatge principal de la família, 5 eren segones residències i 4 estaven desocupats. Tots els 33 habitatges eren cases. Dels 24 habitatges principals, 23 estaven ocupats pels seus propietaris i 1 estava cedit a títol gratuït; 2 tenien dues cambres, 4 en tenien tres, 2 en tenien quatre i 17 en tenien cinc o més. 21 habitatges disposaven pel capbaix d'una plaça de pàrquing. A 12 habitatges hi havia un automòbil i a 12 n'hi havia dos o més.

### Piràmide de població
La piràmide de població per edats i sexe el 2009 era:
| Homes | Edats   | Dones |
| ----- | ------- | ----- |
| 0     | 95 o +  | 0     |
| 0     | 90 a 94 | 0     |
| 0     | 85 a 89 | 0     |
| 0     | 80 a 84 | 0     |
| 0     | 75 a 79 | 0     |
| 0     | 70 a 74 | 0     |
| 0     | 65 a 69 | 0     |
| 8     | 60 a 64 | 4     |
| 0     | 55 a 59 | 4     |
| 4     | 50 a 54 | 4     |
| 4     | 45 a 49 | 0     |
| 0     | 40 a 44 | 4     |
| 0     | 35 a 39 | 0     |
| 0     | 30 a 34 | 0     |
| 4     | 25 a 29 | 0     |
| 0     | 20 a 24 | 0     |
| 0     | 15 a 19 | 0     |
| 0     | 10 a 14 | 0     |
| 4     | 5 a 9   | 0     |
| 0     | 0 a 4   | 0     |

## Economia
El 2007 la població en edat de treballar era de 36 persones, 25 eren actives i 11 eren inactives. De les 25 persones actives 24 estaven ocupades (11 homes i 13 dones) i 1 aturada (1 home). De les 11 persones inactives 7 estaven jubilades, 1 estava estudiant i 3 estaven classificades com a «altres inactius».
Activitats econòmiques
Dels 4 establiments que hi havia el 2007, 2 eren d'empreses de fabricació d'altres productes industrials i 2 d'empreses de comerç i reparació d'automòbils.

## Poblacions més properes
El següent diagrama mostra les poblacions més properes.